# Conaperta thela
Conaperta thela är en plattmaskart som beskrevs av Antonius 1968. Conaperta thela ingår i släktet Conaperta och familjen Convolutidae.
Artens utbredningsområde är Röda havet. Inga underarter finns listade i Catalogue of Life.